# دریاچه آق‌جار
آق‌جار (به قزاقی: Ақжар، اقجار}} یک دریاچه نمکی در قزاقستان است که در مویون‌قوم واقع شده‌است.